# Slap (Vipava)
Slap (Duits: Zwergenburg) is een plaats in Slovenië en maakt deel uit van de gemeente Vipava in de NUTS-3-regio Goriška. De plaats telde 429 inwoners op 1 januari 2020.

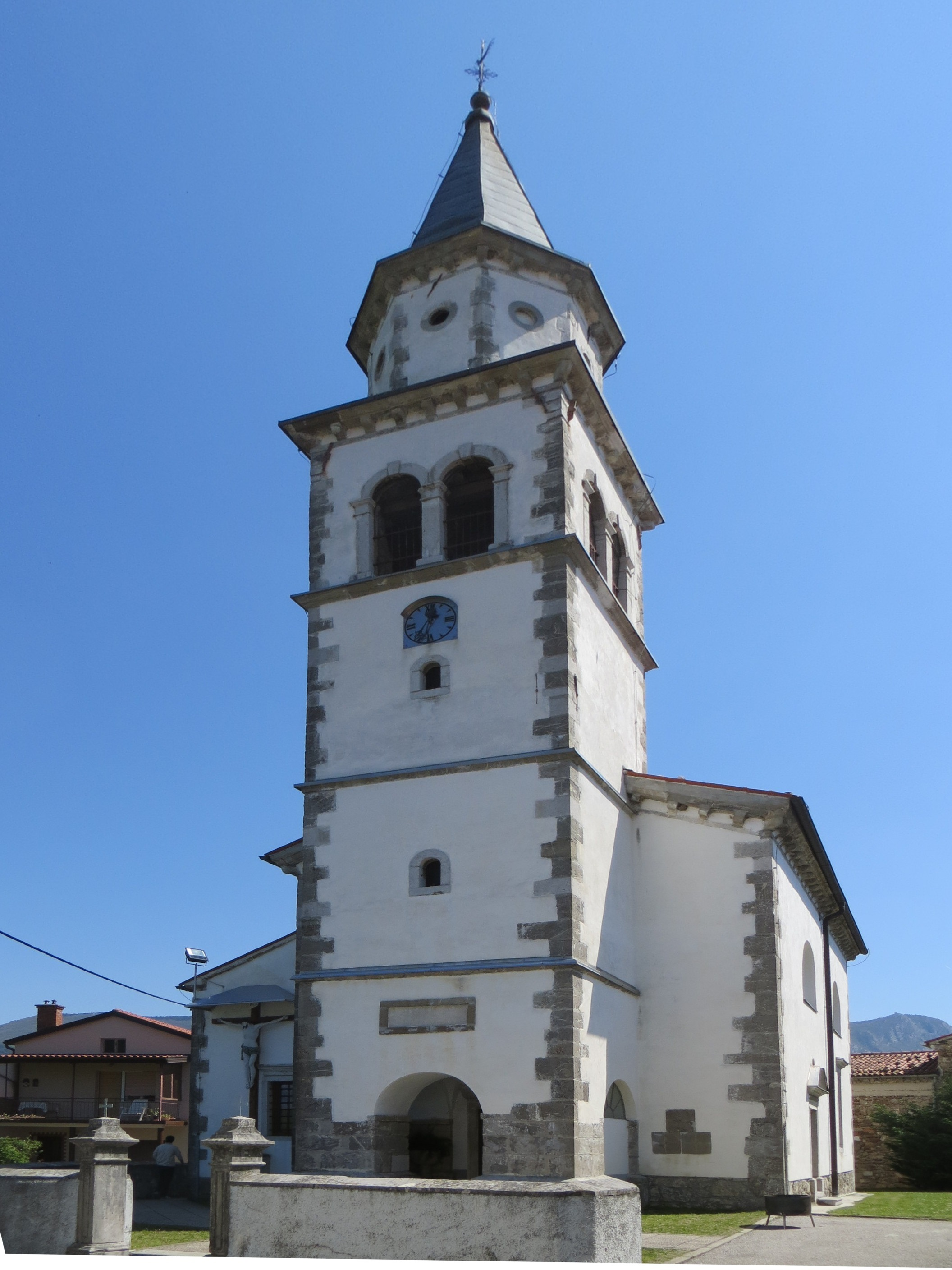
Sint Mattheüskerk